# Istrie (province)
Pour les articles homonymes, voir Istrie (homonymie).
1811–1814
Entités précédentes :
- Gorice
- Trieste

Entités suivantes :
- Empire d'Autriche

La province d'Istrie est une ancienne subdivision des Provinces illyriennes, sous contrôle de l'Empire français, qui a existé entre 1811 et 1814.

## Histoire
La province est constituée par un décret du 15 avril 1811 lors de la réorganisation des provinces illyriennes.
Elle est officiellement supprimée par le traité de Paris en mai 1814. Les provinces illyriennes avait depuis l'année précédente été envahies par l'empire d'Autriche.

## Organisation administrative
Le chef-lieu est fixé à Trieste (actuellement en Italie), la province est divisée en quatre districts (Trieste, Gorisia, Capo-d'Istria, Rovigno) et seize cantons. Ces cantons sont ceux de Trieste (deux), Monfalcone, Capo-d'Istria, Pirano, Parenzo, Pinguerte, Rovigno, Dignano, Albona, Gorizia, Canale, Tolmino, Pletz, Wippach et Santa-Croce.